# Fernanda Rodrigeus
Fernanda Rodrigeus (ur. 13 czerwca 1984 r. w Guarulhos w Brazylii) – brazylijska siatkarka grająca na pozycji przyjmującej.
Obecnie występuje w drużynie Pinheiros.

## Osiągnięcia reprezentacyjne
- Grand Prix:  (2010)